# 通怀河
通怀河，位于中国广西壮族自治区西部，是鉴河（龙须河）右岸支流，发源于靖西市武平乡果能村东北1.2千米处，源地为地下河，于德保县燕峒乡美圩村（旧属兴旺乡）附近露出地表，东北流至德保县龙光乡巴眉村东北汇入鉴河。干流长50千米，平均比降11.6‰，流域面积485平方千米。